# Allan Bloom
Allan David Bloom (Indianápolis, 14 de setembro de 1930 — Chicago, 17 de outubro de 1992) foi um filósofo e professor americano.
Bloom tornou-se famoso por suas críticas político-filosóficas à cultura. Ele é um dos mais famosos e importantes estudantes do filósofo alemão Leo Strauss, este último que imigrou para os EUA em 1938. Um de seus alunos mais conhecido é Francis Fukuyama, por seu polêmico livro "O fim da história".
Influenciando por Platão, Rousseau, Nietzsche e Leo Strauss. Seu trabalho exerceu uma forte influência sobre o movimento neoconservador norte-americano.

## Trabalhos
- Shakespeare on Love & Friendship (2000) (reimpressão da seção Love & Friendship).
- Love & Friendship (1993)
- Giants and Dwarfs: Essays, 1960-1990. (1990)
- The Closing of the American Mind (1987), dt.: O fechamento da mente americana (1988)
- Shakespeare's Politics. (1981) (com Harry V. Jaffa)
- The Republic of Plato (?) (com Adam Kirsch)